# Portolánová mapa
Portolánové mapy (z italského portolano, tj. „vztahující se k přístavům,“ případně portolani, tj. „písemné námořní pokyny“) jsou námořní navigační mapy italského původu. Vznik portolánových map se datuje zhruba do přelomu 13. a 14. století a jejich výroba se soustřeďovala především do Itálie a španělského Katalánska. Portolánové mapy jsou také známy pod názvem portulánové (z latinského slova portus – přístav nebo portulan – námořní příkaz), anebo také jako mapy kompasové. Anglické označení těchto map je „portolan charts“.

## Obsah a schéma mapy

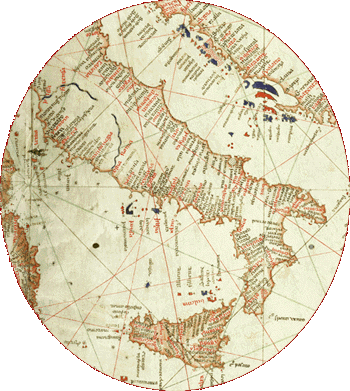
Ukázka portolánové mapy v oblasti Itálie

Do obsahu mapy patří především zakreslení mořského pobřeží, přístavů, zálivů a zátok. Předchůdcem portolánových map jsou takzvané římské periply (náčrty obsahující směr plavby). Portolánové mapy nebyly ze začátku jejich tvorby opatřeny geografickou sítí. Ta se na mapách objevuje až později (hlavně na mapách oceánu). Místo toho je ve středu mapy nakreslena alespoň jedna ústřední směrová růžice o 16 paprscích rýsovaných přes celou mapu a kolem ní dalších 16 růžic o dvojnásobném počtu paprsků. Při plavbě se předpokládalo použití kompasu, potom mapa se směrovými růžicemi a kompasem poskytovala dostatek údajů o směru plavby. Na velké většině portolánových map je severní orientace mapy. Měřítko portolánových map je od 1 : 4 000 000 do 1 : 7 000 000.

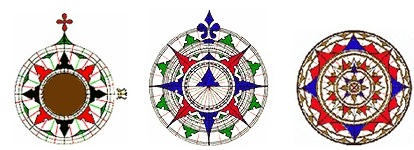
Druhy kompasových růžic

V mapách, jak je z jejich účelu patrné, jsou velice podrobně zakresleny pobřežní oblasti. Naopak na pevninách jsou ve většině případů prázdná místa. Pro zaplnění těchto prázdných míst zde byly vyobrazeny například motivy zvířat, králové nebo latinské popisky „terra incognita“, tj. „země neznámá“, či „hic sunt leones“, tj. „zde jsou lvi“.
V mapách se zobrazují také bodové znaky, nebo malé obrázky zobrazující důležitá města, státy označené svými názvy a znaky. Pokud byl na mapě ještě nějaký kus místa, byla zde uvedena legenda mapy. Původní portolánové mapy nebyly barevné, až později se objevují v mapách barvy, například vybarvené ostrovy a moře.
Jak již bylo zmíněno, v mapách byly nakresleny směrové růžice, označovány rovněž i jako kompasové růžice. Každý, kdo vyráběl portolánové mapy, používal svou vlastní směrovou růžici. Tyto růžice byly nejdříve na černobílých mapách také černobílé, později byly vybarveny velmi kontrastními barvami pro lepší viditelnost (při plavbě na lodi v noci a při svitu svíčky byla barevná odlišnost velice potřeba). Některé růžice byly zdobené více, některé méně. Pojem kompasová (směrová) růžice vznikl proto, že hlavní kompasové body jsou nakresleny jako okvětní lístky růží. Původně určovaly směry jednotlivých větrů a nazývaly se větrné růžice.

### Tvorba portolánové mapy
Jak již bylo řečeno, mapy se vyráběly hlavně v Itálii a Katalánsku. Portolánové mapy vyráběné v Itálii zobrazovaly pouze břehy Středomoří a západoevropské pobřeží, vnitrozemí bylo často prázdné. Mapy vyráběné v Katalánsku zobrazovaly mnohem více vnitrozemí (na severu Skandinávii, na východ i Čínu). Materiál, na který se kreslily portolánové mapy, byl z pergamenu či kůže.

## Nejznámější portolánové mapy

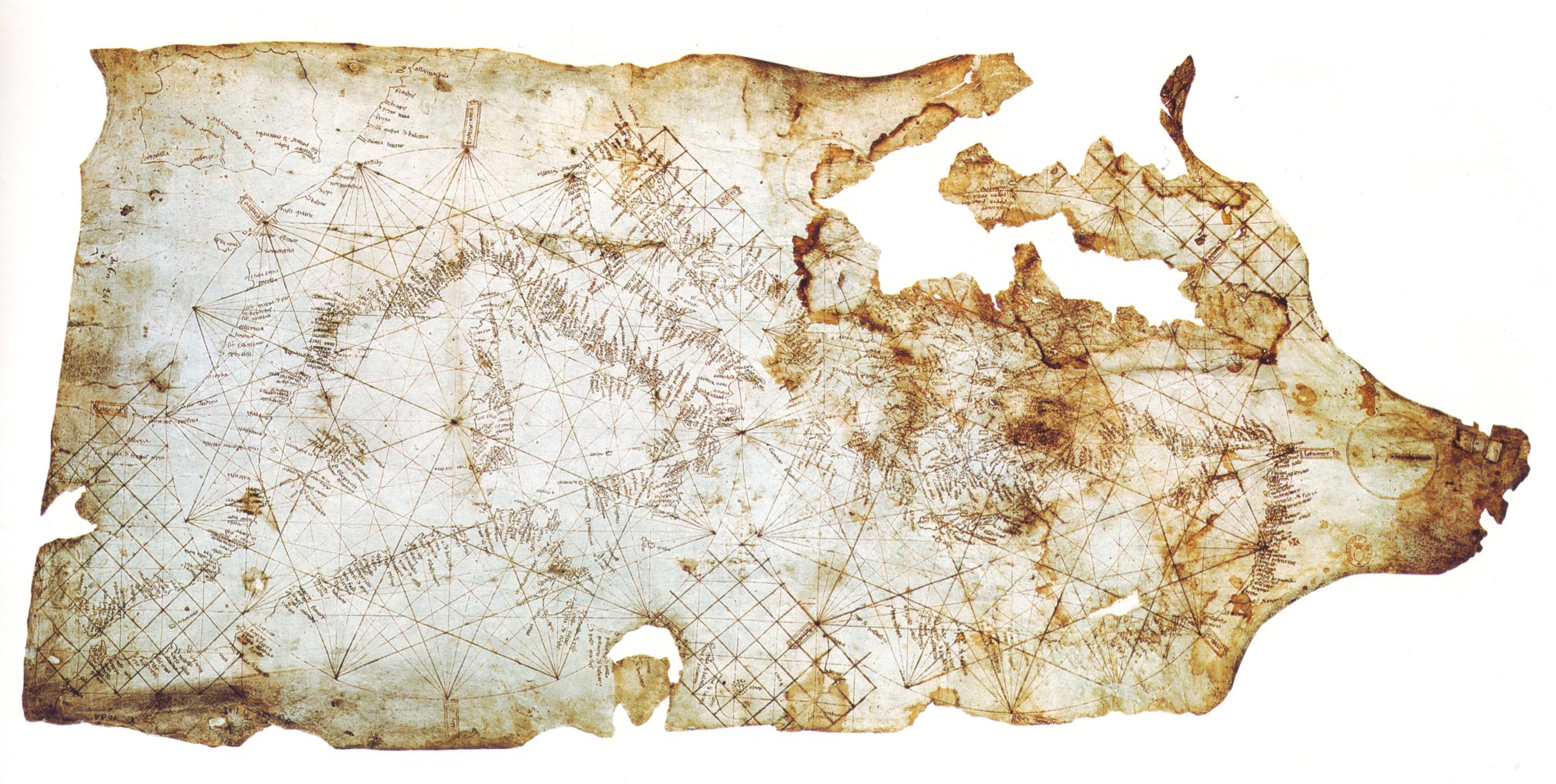
Carta Pisana

### Carta Pisana
Carta Pisana patří mezi nejstarší dochované portolánové mapy s přesnými směry pro navigaci. Vznikla roku 1275, ale kým a kde byla vytvořena, nebylo přesněji zjištěno. Zpočátku byla ve vlastnictví rodiny z Pisy, odtud pochází i její označení "Carta Pisana". Dnes je uložena v Národní knihovně v Paříži.
Mapa je orientována na sever a zobrazuje Středomoří, kde je mapa nejpřesněji zakreslena, Černé moře a část Atlantského oceánu.

### Vesconteho mapy

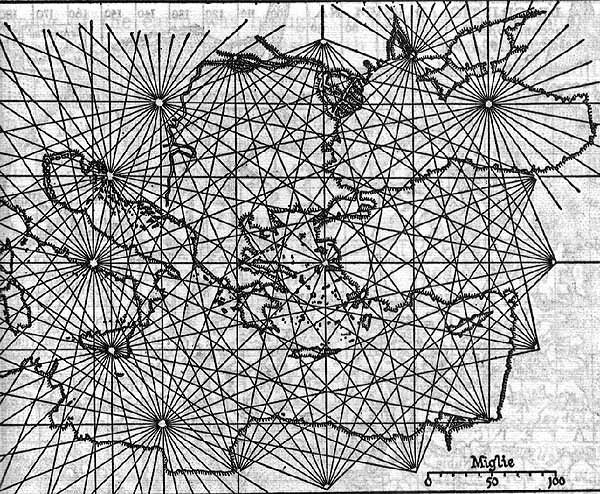
Nejstarší datovaná portolánová mapa z roku 1311

Pietro Vesconte vytvářel své mapy v Benátkách, a to od roku 1310 až do roku 1330. Jeho nejznámější dílem je nejstarší datovaná portolánová mapa z roku 1311. Pietro Vesconte je také autorem prvního námořního atlasu z roku 1318. V jeho dalších mapách označoval přesné datum a hlavně podrobně a přesně zakresloval pobřeží. Vesconte tvořil také na východ orientované kruhové mapy, které měly stejné znaky jako mapy portolánové.

### Katalánský atlas

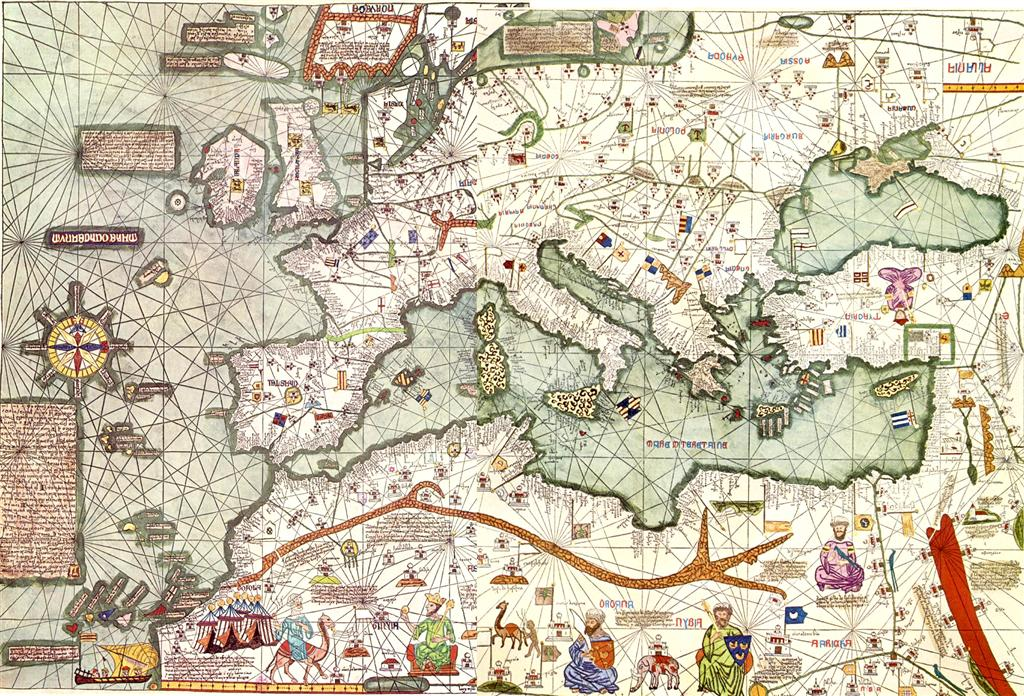
Zobrazení Evropy z Katalánského atlasu

Katalánský atlas, který je považován za nejvýznamnější katalánskou mapu 14. století, byl vytvořen v roce 1375 a vznikl na Mallorce. Atlas je také často nazýván katalánská mapa světa. Byl vytvořen na základě úkolu vytvořit úplnou sérii námořních map obsahující celý tehdy známý svět. Autorem je katalánský židovský kartograf Abraham Cresques (1325–1387). Mapu věnoval aragonskému králi Petru IV., ten ji v roce 1381 daroval králi francouzskému. Atlas obsahuje šest barevných map (barvy byly použité i zlaté a stříbrné) na jemném pergamenu. Tyto pergamenové listy byly ohnuté uprostřed, tedy vzniklo dvanáct listů, z toho osm z nich tvořilo mapy a zbývající čtyři obsahovaly kosmografické, astrologické, astronomické a navigační údaje. Listy jsou složeny na způsob leporela, výška je 69 cm a délka 300 cm. V atlasu je zobrazeno území od Španělska, Afriky až k čínskému pobřeží. V atlasu se přihlíží k výsledkům cest Marca Pola. Obsahuje i obraz Čech se zakreslenou Prahou. Dnes mapu nalezneme v Národní knihovně v Paříži.

## Ukázky dalších portolánových map

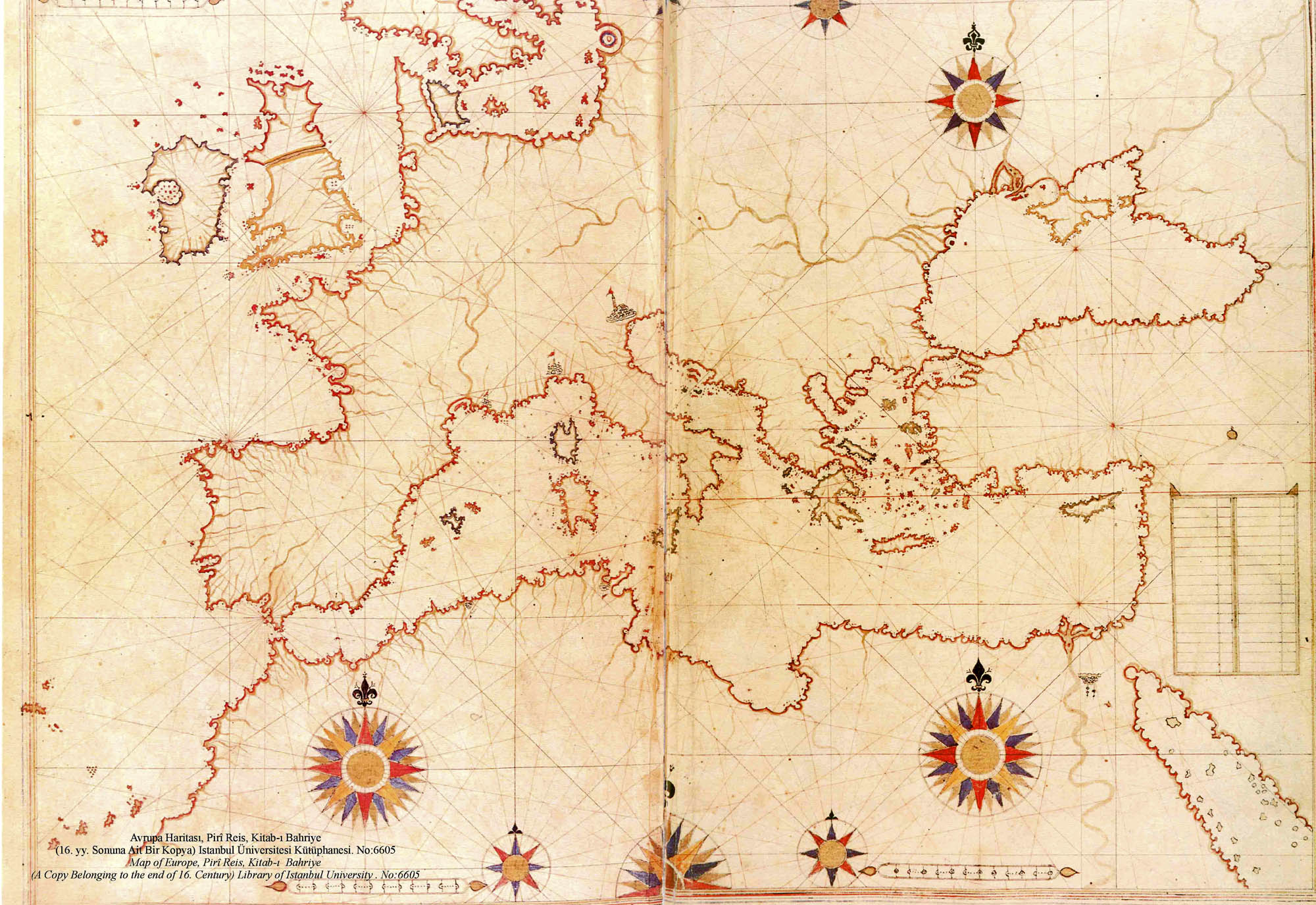
Mapa Evropy, Piri Reis, 1521–1525
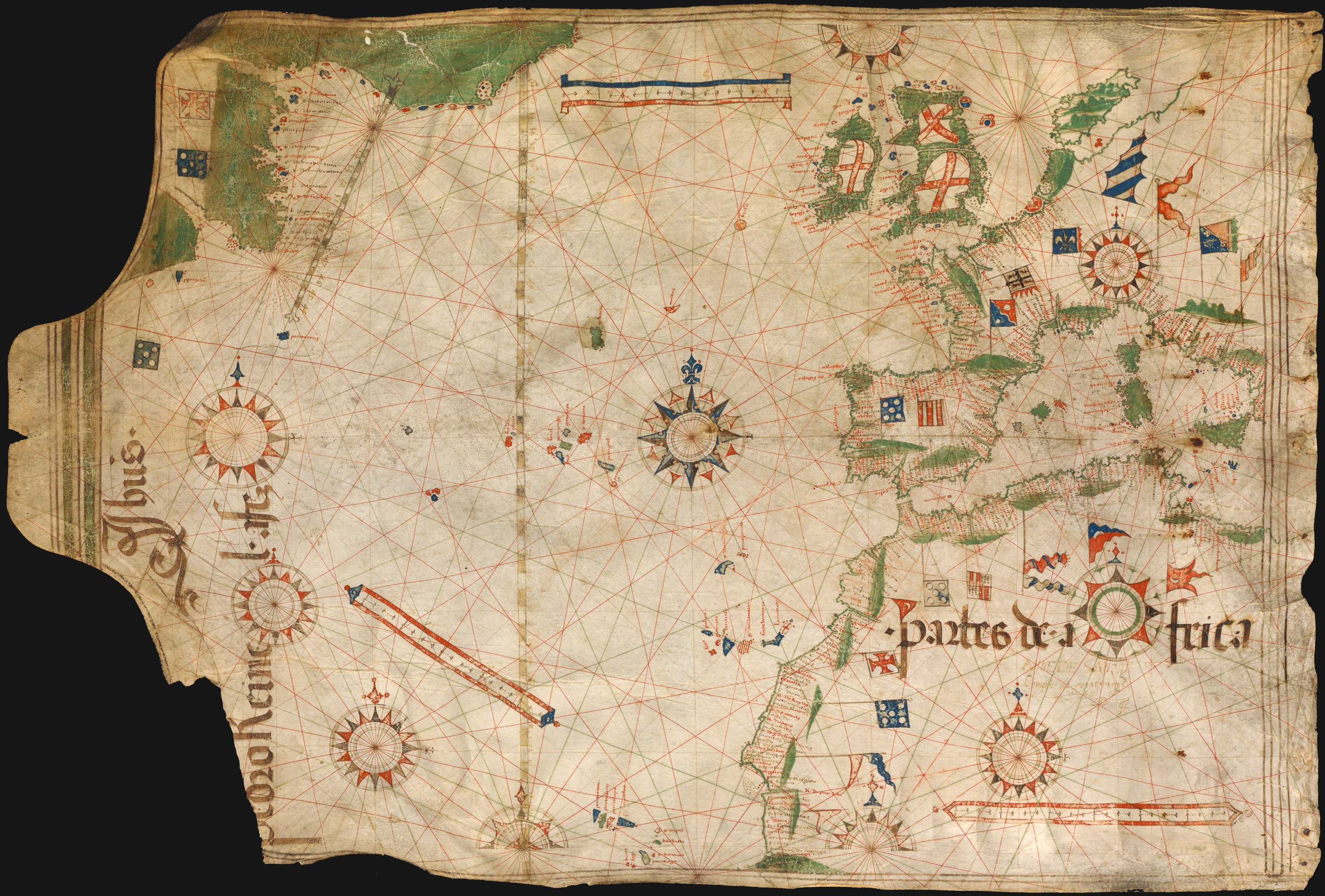
Mapa západní Evropy a Afriky, Pedro Reinel, 1504
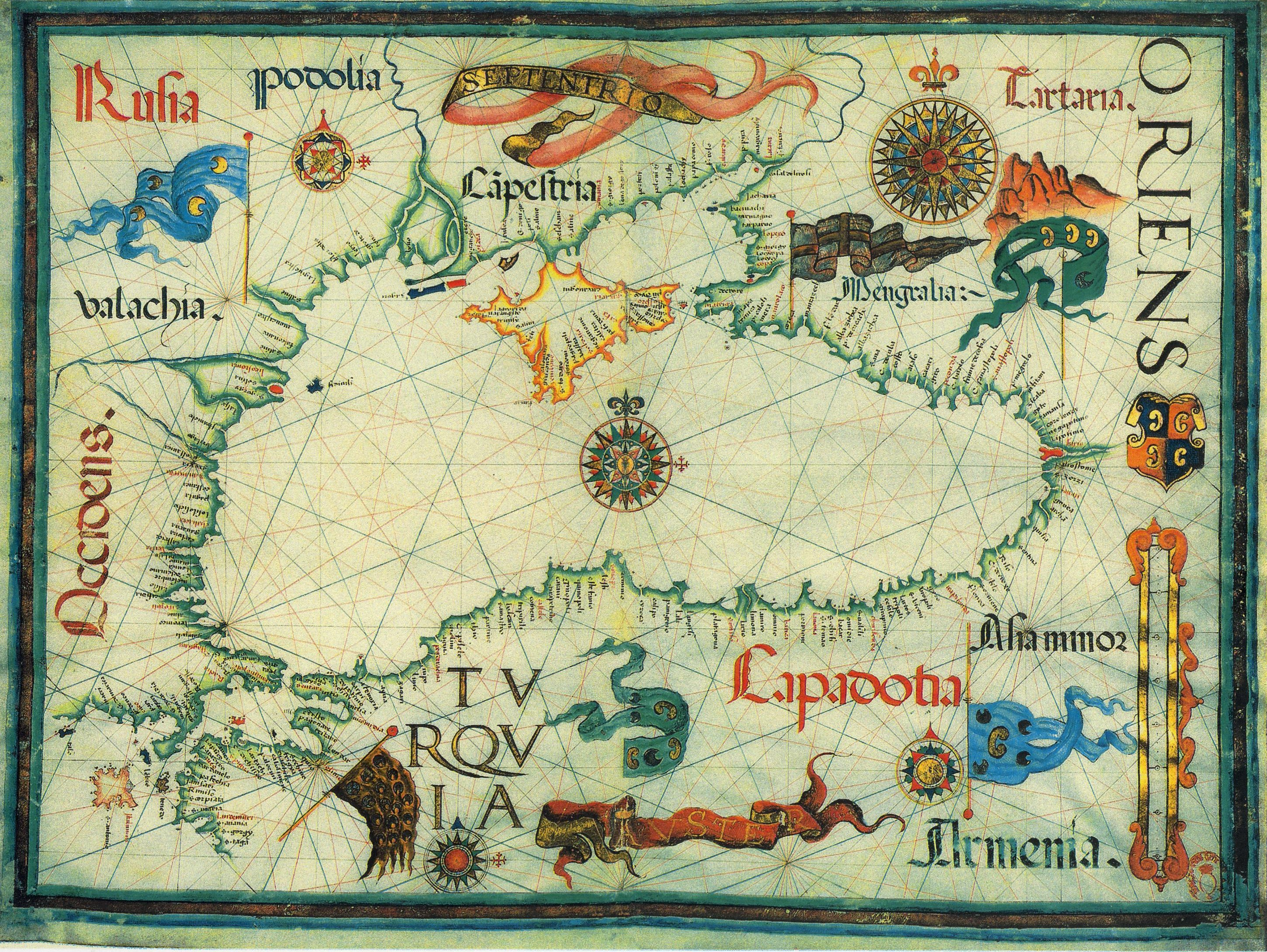
Černé moře, Diego Homem, 1559
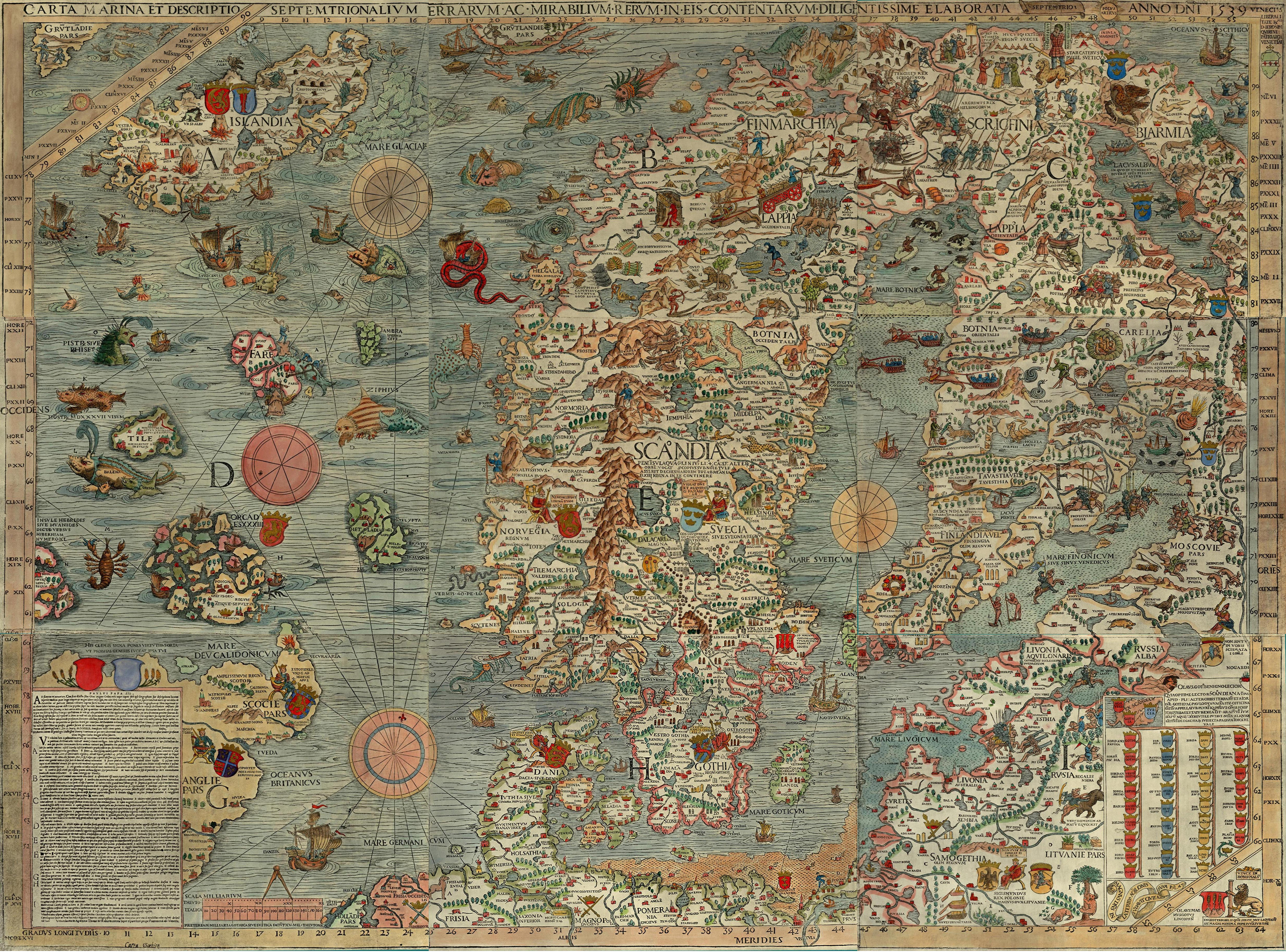
Skandinávie, Carta marina, Olaus Magnus, 1539